# بانکا ترانسیلوانیا

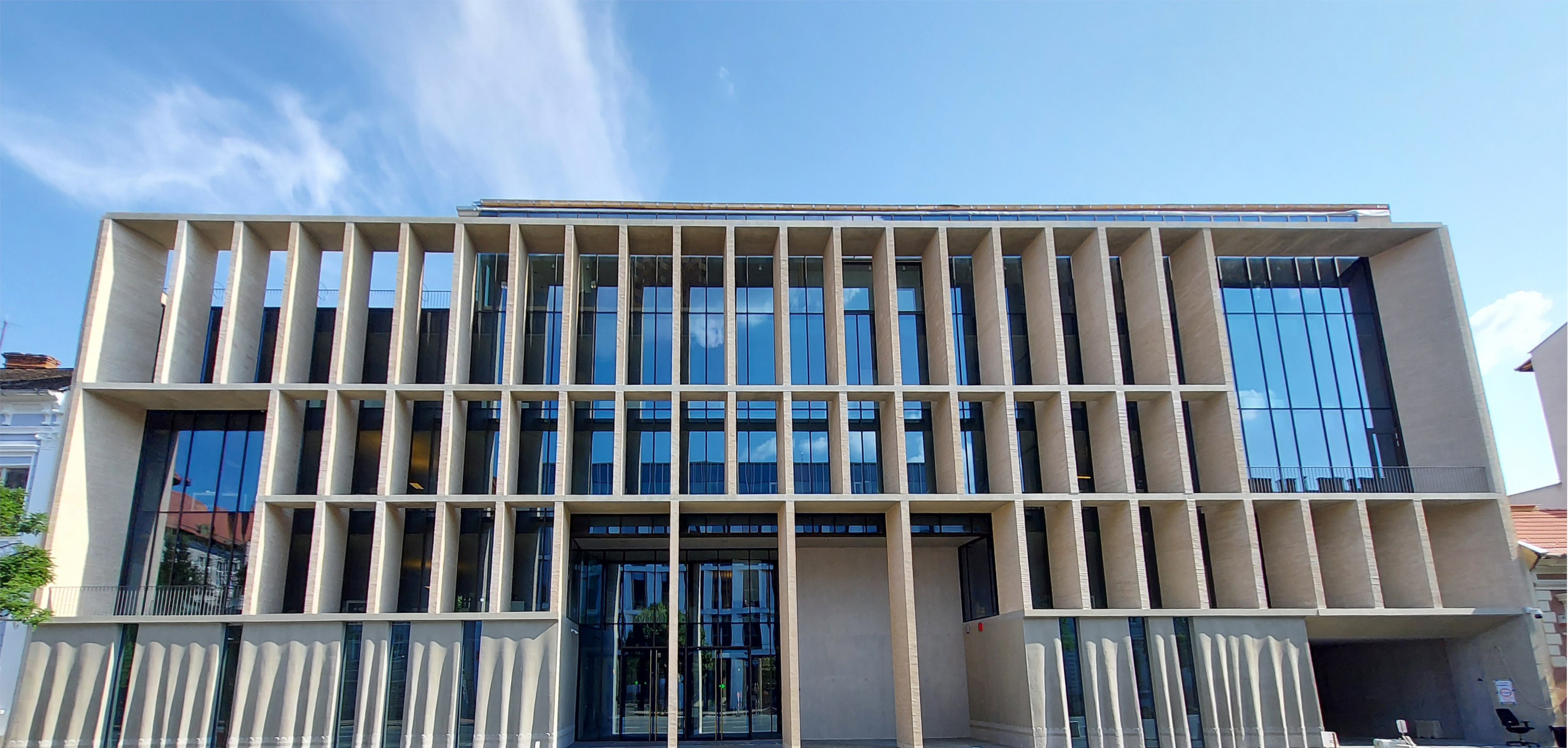
شعبه مرکزی بانکا ترانسیلوانیا در شهر کلوژ-نپوکا

بانکا ترانسیلوانیا (به رومانیایی: Banca Transilvania) بانک رومانیایی است، که شعبه مرکزی آن در شهر کلوژ-نپوکا، رومانی قرار دارد.
این بانک در سال ۱۹۹۳ با مشارکت تعداد زیادی از سرمایه‌گذاران رومانیایی و با سرمایه‌ای معادل ۱ میلیون دلار آغاز به‌کار کرد. تعداد شعبه‌های آن در سال ۲۰۰۳ به ۶۳ شعبه و در ۲۰۰۶ این بانک دارای ۳۳۱ شعبه در سرتاسر رومانی بود.